# Bathyzetes umbrella
Bathyzetes umbrella là một loài nhện biển trong họ Ascorhynchidae. Loài này thuộc chi Bathyzetes. Bathyzetes umbrella được miêu tả khoa học năm 2004 bởi Bamber.